# マルク・レヴィ (サッカー選手)
マルク・レヴィ（Marc Lévy、1961年8月7日 - ）はフランス領アルジェリア・アルジェ出身のフランス人サッカー選手、サッカー指導者。選手時代のポジションはゴールキーパー。

## 経歴
オリンピック・マルセイユのユースチームで1979年にクープ・ガンバルデラに優勝。トップチームではジェラール・ミジョンの後任GKとして1981年4月17日のグルノーブル戦でデビュー。1981-82シーズンに20試合連続無敗を続けたチームの正GKを務めていた。1986年までマルセイユでプレーし、トップチームで166試合、リザーブチームで61試合に出場。その後はCSモー、ポーFCに在籍。
1995年から2004年までマルセイユでコーチを務め、2001年8月にはヨシップ・スコブラルと共同で1試合のみ暫定監督として指揮を執った。2004-05シーズンから2シーズン、CFA（フランス3部相当）所属のポーFCで監督を務めた。
その後、ジェラール・ジリが監督のコートジボワールオリンピック代表およびA代表にてアシスタントコーチ、カタールのウム・サラルSCにてコーチ、ジャン・ティガナが監督の中国の上海申花にてGKコーチを務めた。2015年より横浜F・マリノスのヘッドコーチに就任。